# Victor Lopes
Victor Lopes é um cineasta moçambicano de nacionalidade portuguesa que reside no Brasil há 25 anos.

## Carreira
Estudou cinema na Universidade Federal Fluminense, trabalhando como estagiário e assistente de direção em curtas e longas metragens. Fundou o Núcleo Atlantic de Vídeo, sendo professor da Escola de Artes Visuais do Rio de Janeiro. Em 2004 um documentário sobre a língua portuguesa, dirigido pelo cineasta, Língua: Vidas em Português foi coproduzido por Brasil e Portugal e filmado em seis países: Brasil, Moçambique, Índia, Portugal, França e Japão. Em 2013, lançou o documentário Serra Pelada, a Lenda da Montanha de Ouro, com uma investigação aprofundada em relatos e imagens históricas, sobre o local que ficou conhecido como o maior garimpo a céu aberto do mundo. Em 2016, o longa metragem Betinho - A Esperança Equilibrista (2015) dirigido pelo cineasta foi ganhador do prêmio de Melhor Direção no Festival Internacional de Cinema de Arquivo.